# Taurirt
Taurirt (en árabe: تاوريرت‎, en lenguas bereberes: ⵜⴰⵡⵔⵉⵔⵜ, en francés: Taourirt) es una ciudad de Marruecos, capital de la provincia de Taurirt. Se ubica a 100 km al sur de la ciudad de Nador.

## Topónimo
Su nombre de origen bereber significa «pequeña montaña».
la matrícula es 51

## Geografía
Esta ciudad está construida entre las últimas montañas de Béni Snassen. Esta limitado al norte por el municipio de Nador, y al sur por el canal montañoso de Debdou, al este se encuentra la ciudad de El Aïoun Sidi Mellouk y finalmente al oeste sobre las montañas de Taurirt se encuentra Taza.

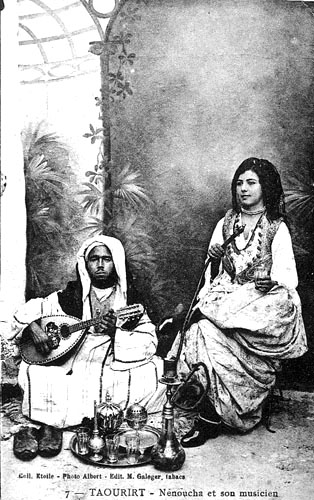
Habitantes de la ciudad al principio del siglo XX.

## Historia
La ciudad fue nombrada Taurirt después de la inmigración de los rifeños meriníes en el siglo XII. Los primeros habitantes de Taurirt fueron los bereberes zenatas de las tribus Aït Bou Yahyi y Béni Snassen. Poco tiempo después las tribus árabe-bereberes de Krarma y Ahlaf se instalaron en la región. En el siglo XVI, Moulay Ismaïl fundó una Kasbah donde los Krarma, Tafrata, Ahlaf, Aït Bou Yahyi y Béni Snassen podían refugiarse en caso de invasión otomana.
En el siglo XIX, con la kasbah Moulay Ismaïl, la ciudad ocupaba un lugar importante en la defensa del imperio marroquí. Ubicada al cruce de la carretera Fez-Oujda y del eje comercial entre Siyilmasa y Europa. 
La ciudad fue el lugar de algunas batallas dinásticas entre los siglos XIII y XIV. 
La localidad se ha desarrollado gracias a las actividades de comercio de ovejas y sobre todo por el aprovechamiento de las minas circundantes (zinc, plomo, etc).  
En 1997 la ciudad se convirtió en la capital de la recién creada provincia de Taurirt.

## Demografía
| 1994   | 2012    |
| ------ | ------- |
| 57 956 | 121 933 |

Los habitantes de Taurirt hablan árabe pero también bereber, mayoritariamente los Rifeños. Los rifeños de Aït Bou Yahyi, de Mtalsa, los Beni Iznassen, los Aït Yaala así como los Beni Chbel fueron a la ciudad desde la montaña durante el gran éxodo rural del siglo XX. Taurirt, al igual que otras ciudades del este marroquí, ha sufrido una importante emigración, sobre todo hacia la Argelia vecina así como Francia.

## Economía
La ciudad practica una agricultura extensiva que se basa esencialmente en el cultivo de aceitunas y fábricas de procesamiento y fomenta el desarrollo de la explotación de plantas aromáticas y medicinales. El rol económico de los marroquíes residentes en los Países Bajos ha resultado notable.